# 8-й механизированный корпус (1-го формирования)
8-й механизированный корпус — общевойсковое формирование (соединение, механизированный корпус) автобронетанковых, позднее бронетанковых и механизированных войск РККА, в Вооружённых силах СССР до и во время Великой Отечественной войны.
Действительное сокращённое наименование — 8 мк, в литературе встречается — 8-й мехкорпус.

## История
С 4 июня 1940 года в Киевском Особом военном округе (далее КОВО) начал формироваться 8-й механизированный корпус.

Формирование нового объединения  осуществлялось из частей 4-го кавалерийского корпуса, 7-й стрелковой дивизии, 14-й тяжёлой и 23-й лёгкой танковых бригад. К июню 1941 года корпус имел около 30 тысяч человек личного состава, 932 танка (по штату полагалось 1 031). Однако тяжёлых и средних танков КВ и Т-34 поступило только 169. Остальные 763 машины были устаревших конструкций, межремонтный пробег их ходовой части не превышал 500 км, на большинстве истекали моторесурсы. 197 танков из-за технических неисправностей подлежали заводскому ремонту. Артиллерии имелось также недостаточно. Из 141 орудия 53 были калибра 37 и 45 мм. Средства противовоздушной обороны представляли четыре 37-мм орудия и 24 зенитных пулемёта. Вся артиллерия транспортировалась тихоходными тракторами.
15-я танковая дивизия была сформирована в составе 8-го механизированного корпуса летом 1940 года. Она создавалась на базе 14-й тяжелой танковой бригады, а также 512-го стрелкового и 486-го гаубичного артиллерийского полков, 443-го танкового батальона 146-й стрелковой дивизии, танкового полка, зенитно-артиллерийского дивизиона 16-й кавалерийской дивизии. Дивизия имела значительный парк лёгких танков, а также 75 средних танков Т-28, доставшихся ей от 14-й бригады. Вторые танковые батальоны полков дивизии имели на вооружении лёгкие БТ. Весной 1941 года дивизия была передана в формирующийся 16-й механизированный корпус.
С 22 июня 1941 года корпус участвовал в Великой Отечественной войне 1941—1945 годов против гитлеровской Германии и её союзников. 22 июня 26-я армия, в составе которой был корпус, вошла в состав Юго-Западного фронта.

## Командование

### Командиры
- генерал-лейтенант Рябышев, Дмитрий Иванович 04.06.1940-22.07.1941

### Начальники штаба
- подполковник Цинченко, Александр Васильевич (врио на 06.1941 г.).[2]
- полковник Катков, Фёдор Григорьевич,

### Прочие
- Начальник оперативного отдела — майор Зимин, Сергей Васильевич (19.07.1940-03.1941), подполковник Шмыров, Павел Николаевич.
  - Старший помощник начальника оперативного отдела — Смахтин, Пётр Алексеевич.
- Заместитель командира корпуса по политической части — бригадный комиссар Попель, Николай Кириллович с 03.06.1940 по 30.08.1941.
- Начальник отдела политпропаганды (политотдела) — старший батальонный комиссар И. М. Чистяков.
  - Заместитель начальника отдела политпропаганды — бригадный комиссар Сергеев, Василий Федорович (03.06.1940-03.1941), старший батальонный комиссар Вишман, Ефрем Яковлевич (20.06.1941-30.08.1941).
- Начальник разведывательного отдела — подполковник Лосев, Авраам Михайлович.
- Начальник контрразведки — старший лейтенант Госбезопасности Оксень, Мендель Айзикович[3].
- Помощник по технической части — военинженер М. Ф. Горчаков.
- Начальник отдела связи — полковник Кокорин, Сергей Николаевич.
- Начальник строевого отдела — майор Авраменко, Александр Григорьевич.
- Начальник отдела тыла — подполковник Цинченко, Александр Васильевич.
- Начальник артиллерии — полковник Чистяков, Михаил Степанович.
  - Начальник штаба артиллерии — майор Елизаров, Александр Михайлович.
- Начальник артиллерийского снабжения — майор Демченко, Валерий Прокофьевич.
- Начальник автотранспортной службы — майор Зиберов, Григорий Антонович.
- Начальник автотракторного снабжения — капитан Захаров, Андрей Григорьевич.
- Начальник инженерной службы — полковник Кулинич, Емельян Иванович.
- Начальник химической службы — майор Цыганенко, Тимофей Мартынович.

## Состав
Штаб корпуса — располагался в городе Дрогобыч.
- 12-я танковая дивизия — войсковая часть (в/ч) 6116, располагалась в городе Стрый (генерал-майор танковых войск Мишанин, Тимофей Андреевич, погиб 30.06.1941).
  - 23-й танковый полк (майор Галайда, Наум Сергеевич)
  - 24-й танковый полк (полковник Волков, Пётр Ильич)
  - 12-й мотострелковый полк (полковник Сологубовский, Алексей Лукич, подполковник Куракин, Виктор Николаевич)
  - 12-й гаубичный артиллерийский полк (майор Цешковский, Иван Иванович)
- 34-я танковая дивизия — в/ч 8379, располагалась в городе Судовая Вишня (полковник Иван Васильевич Васильев, погиб в конце июня 1941 г., заместитель по политической части — полковой комиссар Немцев, Михаил Михайлович).
  - 67-й танковый полк (подполковник Болховитин, Николай Дмитриевич)
  - 68-й танковый полк (полковник Смирнов, Михаил Иванович)
  - 34-й мотострелковый полк (майор Галиопа, Михаил Петрович)
  - 34-й гаубичный артиллерийский полк
- 7-я моторизованная дивизия — в/ч 7100, располагалась в г. Дрогобыч (полковник Герасимов, Александр Васильевич).
  - 27-й мотострелковый полк (полковник Черняев, Фёдор Гаврилович[4])
  - 300-й мотострелковый полк (полковник Плешаков, Иван Николаевич)
  - 405-й танковый полк (июль — декабрь 1940) (полковник Ступак, Фёдор Григорьевич)
  - 23-й артиллерийский полк
- 2-й мотоциклетный полк — в/ч 5620 (полковник Трубицкий, Василий Фёдорович) - Дрогобыч

Начальник штаба — капитан Кузнецов, Филипп Фёдорович.
Заместитель по строевой части — капитан Мустафаев Абибула (до 03.1941 г.).
Помощник по снабжению — капитан Истомин, Григорий Сергеевич.
- 192-й отдельный батальон связи — в/ч 5302 (полковник Ткаченко, Владимир Александрович) - Дрогобыч
- 45-й отдельный мотоинженерный батальон — в/ч 5527 (капитан Куропятник, Валерий Алексеевич) - Дрогобыч
- 108-я отдельная корпусная авиаэскадрилья — в/ч 1927 - Стрый

## Численность
Численность личного состава на 22.06.1941 г.: 31 927 человек (это 89 % от штатной численности).
Боевой состав на 22.06.1941 (по списку):
| Соединение                 | Т-37 | Т-40 | Т-26   | ХТ   | БТ-2 | БТ-5 | БТ-7   | БТ-7 арт | Т-34 | Т-35 | КВ-1 | КВ-2 | Всего  | СУ-5 | Т-26Т | Т-27  | ФАИ  | БА-20 | БА-6 | БА-10 | Всего |
| -------------------------- | ---- | ---- | ------ | ---- | ---- | ---- | ------ | -------- | ---- | ---- | ---- | ---- | ------ | ---- | ----- | ----- | ---- | ----- | ---- | ----- | ----- |
| Управление                 |      |      |        |      |      |      |        |          |      |      |      |      |        |      |       |       |      | 5     |      | 12    | 17    |
| 12-я танковая дивизия      |      |      | 61/2   | 20/3 |      |      | 120/29 | 4        | 100  |      | 37/5 | 26   | 368/39 |      |       | 60/14 | 8    | 20    |      | 54    | 82    |
| 34-я танковая дивизия      | 4    |      | 229/9* | 30   |      |      | 26     |          |      | 48   | 8    |      | 345/9  | 2/1  | 2/1   | 20    | 7/2  | 13    |      | 15    | 35/2  |
| 7-я моторизованная дивизия | 19/3 | 17   |        |      | 15/1 | 20/3 | 92/13  |          |      |      |      |      | 163/20 |      |       |       |      | 29/2  | 3    | 18    | 50/2  |
| Итого по корпусу           | 23/3 | 17   | 290/11 | 50/3 | 15/1 | 20/3 | 238/42 | 4        | 100  | 48   | 45/5 | 26   | 876/68 | 2/1  | 2/1   | 80/14 | 15/2 | 67/5  | 3    | 99    | 184/4 |

в числителе — всего, в знаменателе — в том числе на рембазах и заводах
*из них 10/2 2-х башенных
Общая численность танков на 22.06.1941 г. в разных печатных источниках разнится: от 858 и до 932 (из воспоминаний комкора Д. И. Рябышева). Но, как можно заметить из выше приведенной таблицы, истина где-то посередине. К 26 июня, после преодоления форсированным маршем более 500 км, в корпусе на ходу осталось около 400 танков.
Автотранспортный состав на 10.06.1941:
- Автомобилей: 3 237:
  - Легковых автомобилей: 120;
  - Грузовых автомобилей ГАЗ: 1 512;
  - Грузовых автомобилей ЗИС: 969;
  - Мастерских: 57;
  - Автобензоцистерн: 159;
- Тракторов: 359;
- Мотоциклов: 461.

27 июня 1941 года в корпусе насчитывалось 541 танк и в выделенной группе Попеля (34 тд, с усилением) имелось 238 танков.

Для танков Т-34 в 1941 году 500-километровый марш был бы практически смертельным. В июне 1941 года 8-й механизированный корпус под командованием Д. И. Рябышева после такого марша из мест постоянной дислокации к району Дубно потерял в дороге почти половину своей техники вследствие поломок.— Артем Драбкин, «Я дрался на Т-34.»
На 07.07.1941 в корпусе насчитывалось только 43 танка.
Потери на 01.08.1941:
| Причина потерь                                    | КВ | Т-35 | Т-34 | БТ | Т-26 | Т-37/40 | Итого |
| ------------------------------------------------- | -- | ---- | ---- | -- | ---- | ------- | ----- |
| В ремонте на рембазах и на заводах промышленности | 5  | 1    |      | 46 | 16   |         | 68    |
| Оставлено на месте расквартирования               | 6  | 10   | 5    | 46 | 17   |         | 84    |
| Отстало в пути и пропало без вести                | 10 | 8    | 40   | 77 | 120  | 4       | 259   |
| Передано в другие части во время боевых действий  |    |      | 22   | 27 | 7    |         | 54    |
| Безвозвратные потери                              | 28 |      | 18   | 67 | 172  | 6       | 281   |

## В кино
Один из эпизодов кинофильма-эпопеи Юрия Озерова «Битва за Москву», фильм 1-й «Агрессия», посвящён боевым действиям 8-го механизированного корпуса в боях в районе Дубно. Роль бригадного комиссара Попеля исполнил актёр Валерий Юрченко.

## Боевая деятельность
1941 год
22 июня
Части корпуса в 5:40 22 июня были подняты по боевой тревоге и к исходу дня, составляя резерв 26-й армии, сосредоточились в районе Чишки, Ваньковичи, Райтаревиче (10 км западнее Самбора).
21.15
Народный комиссар обороны СССР Маршал Советского Союза С. К. Тимошенко приказал командующему войсками фронта генерал-полковнику М. П. Кирпоносу силами 5-й и 6-й армий нанести удары на г. Люблин (Германия) и уничтожить противника.
Для уничтожения войск противника, вторгшихся на территорию СССР на этом направлении командующий войсками фронта решил создать ударные группировки: северную ударную группировку — 22-й, 9-й, 19-й механизированные корпуса и 31-й стрелковый корпус — в районе г. Луцка; южную ударную группировку — 4, 8, 15-й механизированные корпуса и 37-й стрелковый корпус — в районе г. Броды. На первом этапе операции группировки войск должны были нанести удары на м. Сокаль.
По замыслу командующего фронтом 5-я и 6-я армии должны были остановить продвижение противника и обеспечить развёртывание ударных группировок на своих рубежах. 36-й ск должен был выйти на рубеж г. Дубно — г. Кременец и прикрыть житомирское направление, а 37-й ск выйти юго-западнее г. Кременца, прикрыв тарнопольское направление. В г. Тарнополе находился командный пункт Юго-Западного фронта.

## Переформирование
4 августа 1941 года на основании Директивы Генерального штаба от 22 июля 1941 года в составе Юго-Западного Фронта на базе штаба 8-го механизированного корпуса сформировано полевое управление 38 армии. В состав армии вошли 47-я горнострелковая дивизия, 169-я, 199-я, 300-я и 304-я стрелковые дивизии, танковые, артиллерийские и другие соединения и части.